# Liste der denkmalgeschützten Objekte in Neukirchen an der Vöckla
Die Liste der denkmalgeschützten Objekte in Neukirchen an der Vöckla enthält die 7 denkmalgeschützten, unbeweglichen Objekte der oberösterreichischen Gemeinde Neukirchen an der Vöckla.

## Denkmäler
| Foto |                 | Denkmal                                                                                               | Standort                                               | Beschreibung | Metadaten |
| ---- | --------------- | --- | ------------------------------------------------------ | --- | --- |
| ja   | Datei hochladen | NS-Bunkeranlage Schlier, Transformatoren-Bunker HERIS-ID: 75229 Objekt-ID: 88707seit 2019             | bei Bachleiten 1 Standort KG: Neukirchen an der Vöckla | | BDA-Hist.: Q105646571 Status: Bescheid Stand der BDA-Liste: 2025-06-30 Name: NS-Bunkeranlage Schlier, Transformatoren-Bunker GstNr.: .268 Redl-Zipf concentration camp - Trafobunker Schlier               |
| ja   | Datei hochladen | Pfarrhof HERIS-ID: 75216 Objekt-ID: 88694                                                             | Hauptstraße 19 Standort KG: Neukirchen an der Vöckla   | | BDA-Hist.: Q38138615 Status: § 2a Stand der BDA-Liste: 2025-06-30 Name: Pfarrhof GstNr.: .2 |
| ja   | Datei hochladen | Kath. Pfarrkirche hl. Leonhard mit Friedhof HERIS-ID: 52427 Objekt-ID: 59176                          | Kirchenplatz 1 Standort KG: Neukirchen an der Vöckla   | Eine spätgotische, zweischiffige Hallenkirche, die nach einem Brand im Jahr 1766 barockisiert wurde. Das Langhaus wurde 1933 auf einschiffig umgebaut. Der Hochaltar stammt aus dem dritten Viertel des 18. Jahrhunderts. | BDA-Hist.: Q23541750 Status: § 2a Stand der BDA-Liste: 2025-06-30 Name: Kath. Pfarrkirche hl. Leonhard mit Friedhof GstNr.: .1, 36/3, 19/2                                                                 |
| ja   | Datei hochladen | Bauernhaus, Stehrerhof HERIS-ID: 38328 Objekt-ID: 37863                                               | Oberhaid 7 Standort KG: Neukirchen an der Vöckla       | → Hauptartikel : Freilichtmuseum Stehrerhof f1 | BDA-Hist.: Q14906690 Status: Bescheid Stand der BDA-Liste: 2025-06-30 Name: Bauernhaus, Stehrerhof GstNr.: 5/1 Stehrerhof, Neukirchen an der Vöckla                                                        |
| ja   | Datei hochladen | Volksschule HERIS-ID: 75256 Objekt-ID: 88734seit 2011                                                 | Zipf 16 Standort KG: Neukirchen an der Vöckla          | | BDA-Hist.: Q38138671 Status: Bescheid Stand der BDA-Liste: 2025-06-30 Name: Volksschule GstNr.: .189 |
| ja   | Datei hochladen | NS-Konzentrationslager Schlier HERIS-ID: 113079 Objekt-ID: 131307seit 2019                            | bei Zipf 21 Standort KG: Neukirchen an der Vöckla      | | BDA-Hist.: Q105659014 Status: Bescheid Stand der BDA-Liste: 2025-06-30 Name: NS-Konzentrationslager Schlier GstNr.: 1625/1, 1624/1, 1619/1, 1624/2, 1619/4 Redl-Zipf concentration camp                    |
| ja   | Datei hochladen | NS-Bunkeranlagen Schlier, Prüfstand und Treibstofferzeugung HERIS-ID: 75260 Objekt-ID: 88738seit 2019 | bei Zipf 23 Standort KG: Neukirchen an der Vöckla      | | BDA-Hist.: Q105646573 Status: Bescheid Stand der BDA-Liste: 2025-06-30 Name: NS-Bunkeranlagen Schlier, Prüfstand und Treibstofferzeugung GstNr.: 1636/2, 1637, 1639/2, 1649/1 Redl-Zipf concentration camp |
| ja   | Datei hochladen | Kath. Pfarrkirche hl. Josef mit Pfarrhof, Zipf HERIS-ID: 52727seit 2025                               | Langwies 48 Standort KG: Neukirchen an der Vöckla      | Anmerkung: Nur ein kleines Eck des Pfarrhofs ragt auf das Gebiet der Gemeinde Neukirchen an der Vöckla. Der Großteil des Objekt befindet sich in der Gemeinde Vöcklamarkt.                                                | BDA-Hist.: Q23541959 Status: Bescheid Stand der BDA-Liste: 2025-06-30 Name: Kath. Pfarrkirche hl. Josef mit Pfarrhof, Zipf GstNr.: 213/9, .326, 1584/7 Pfarrkirche Zipf                                    |